# Сетчуга

Сетчуга (Сечуга) — река в Нижегородской области России. Устье реки находится в 120 км по правому берегу реки Кудьмы. Длина реки составляет 35 км, площадь водосборного бассейна — 267 км².
Исток реки двумя километрами западнее посёлка станции Суроватиха. Река течёт на северо-запад, протекает деревни и сёла Ольгино, Мигалиха, Ивановское. Впадает в Кудьму у села Хвощёвка.

## Данные водного реестра
По данным государственного водного реестра России относится к Верхневолжскому бассейновому округу, водохозяйственный участок реки — Волга от устья реки Ока до Чебоксарского гидроузла (Чебоксарское водохранилище), без рек Сура и Ветлуга, речной подбассейн реки — Волга от впадения Оки до Куйбышевского водохранилища (без бассейна Суры). Речной бассейн реки — (Верхняя) Волга до Куйбышевского водохранилища (без бассейна Оки).
По данным геоинформационной системы водохозяйственного районирования территории РФ, подготовленной Федеральным агентством водных ресурсов:
- Код водного объекта в государственном водном реестре — 08010400312110000034226
- Код по гидрологической изученности (ГИ) — 110003422
- Код бассейна — 08.01.04.003
- Номер тома по ГИ — 10
- Выпуск по ГИ — 0